# Thymallus pallasii
Thymallus pallasii és una espècie de peix de la família dels salmònids i de l'ordre dels salmoniformes.

## Morfologia
- Els mascles poden assolir 44 cm de longitud total.[3][4]

## Hàbitat
És un peix d'aigua dolça, de clima temperat i bentopelàgic.

## Distribució geogràfica
Es troba a Rússia.

## Observacions
És inofensiu per als humans.